# Zahir Hussein Khan
Zahir Hussein Khan (* 4. Oktober 1960) ist ein ehemaliger pakistanischer Squashspieler.

## Karriere
Zahir Hussein Khan war in den 1970er- und 1980er-Jahren als Squashspieler aktiv. Seine höchste Platzierung in der Weltrangliste erreichte er mit Rang 22 im Januar 1982. Mit der pakistanischen Nationalmannschaft nahm er 1979 an der Weltmeisterschaft teil und erreichte mit ihr das Finale, in dem sie gegen Großbritannien mit 0:3 unterlag. Khan kam im Finale nicht zum Einsatz. Zwischen 1979 und 1983 stand er viermal im Hauptfeld der Weltmeisterschaft im Einzel und erreichte zweimal mit der zweiten Runde sein bestes Resultat.

## Erfolge
- Vizeweltmeister mit der Mannschaft: 1979